# Cephalocerodes bequaerti
Cephalocerodes bequaerti är en tvåvingeart som beskrevs av Hesse 1969. Cephalocerodes bequaerti ingår i släktet Cephalocerodes och familjen Mydidae. Inga underarter finns listade i Catalogue of Life.